# Henry Boyd
Pour les articles homonymes, voir Boyd.
Henry Boyd (né le 29 avril 1869 à Morningside en Écosse, et mort le 14 septembre 1913) est un joueur de football écossais qui évoluait au poste d'avant-centre.

## Palmarès
Newton Heath
- Championnat d'Angleterre D2 :
  - Meilleur buteur : 1897-98 (23 buts).